# Legg Mason Tennis Classic 2011
Legg Mason Tennis Classic 2011 — профессиональный теннисный турнир, в 43-й раз проводившийся в Вашингтоне, США на хардовых кортах. Турнир имеет категорию ATP 500 и входит в цикл турниров US Open Series. Соревнования были проведены с 1 по 7 августа.
Прошлогодними чемпионами являются:
- Одиночный турнир —  Давид Налбандян
- Парный турнир —  Марк Ноулз /  Марди Фиш.

## US Open Series
К третьей соревновательной неделе борьба за бонусные призовые выглядела следующим образом:
| Место | Игрок                  | Турниров 1 | Побед | Очков |
| ----- | ---------------------- | ---------- | ----- | ----- |
| 1     | Марди Фиш              | 2          | 1     | 115   |
| 2     | Райан Харрисон         | 2          | —     | 50    |
| 3     | Лу Яньсюнь             | 2          | —     | 30    |
| 4     | Эрнест Гулбис          | 1          | 1     | 70    |
| 5     | Джон Изнер             | 1          | —     | 45    |
| 6-7   | Алекс Богомолов        | 1          | —     | 25    |
| 6-7   | Жиль Мюллер            | 1          | —     | 25    |
| 8-13  | Кевин Андерсон         | 1          | —     | 15    |
| 8-13  | Томас Беллуччи         | 1          | —     | 15    |
| 8-13  | Хуан Мартин дель Потро | 1          | —     | 15    |
| 8-13  | Сомдев Девварман       | 1          | —     | 15    |
| 8-13  | Игорь Куницын          | 1          | —     | 15    |
| 8-13  | Раджив Рам             | 1          | —     | 15    |

* — Золотым цветом выделены участники турнира.
1 — Количество турниров серии, в которых данный участник достиг четвертьфинала и выше (ATP 250/500) или 1/8 финала и выше (ATP 1000)

## Соревнования

### Одиночный турнир
Радек Штепанек обыграл  Гаэля Монфиса со счётом 6-4, 6-4
- Радек Штепанек выигрывает свой первый в году и 5й в карьере одиночный турнир на соревнованиях ассоциации.
- Гаэль Монфис выходит в свой первый одиночный финал на соревнованиях ассоциации в году и 14й за карьеру.

### Парный турнир
Ненад Зимонич /  Микаэль Льодра обыграли  Роберта Линдстедта /  Хорию Текэу со счётом 6-7(3), 7-6(6), [10-7]
- Ненад Зимонич выигрывает свой первый в году и 40й в карьере парный титул на соревнованиях мирового тура.
- Микаэль Льодра выигрывает свой первый в году и 19й в карьере титул на соревнованиях мирового тура.